# アリフレックス D-20

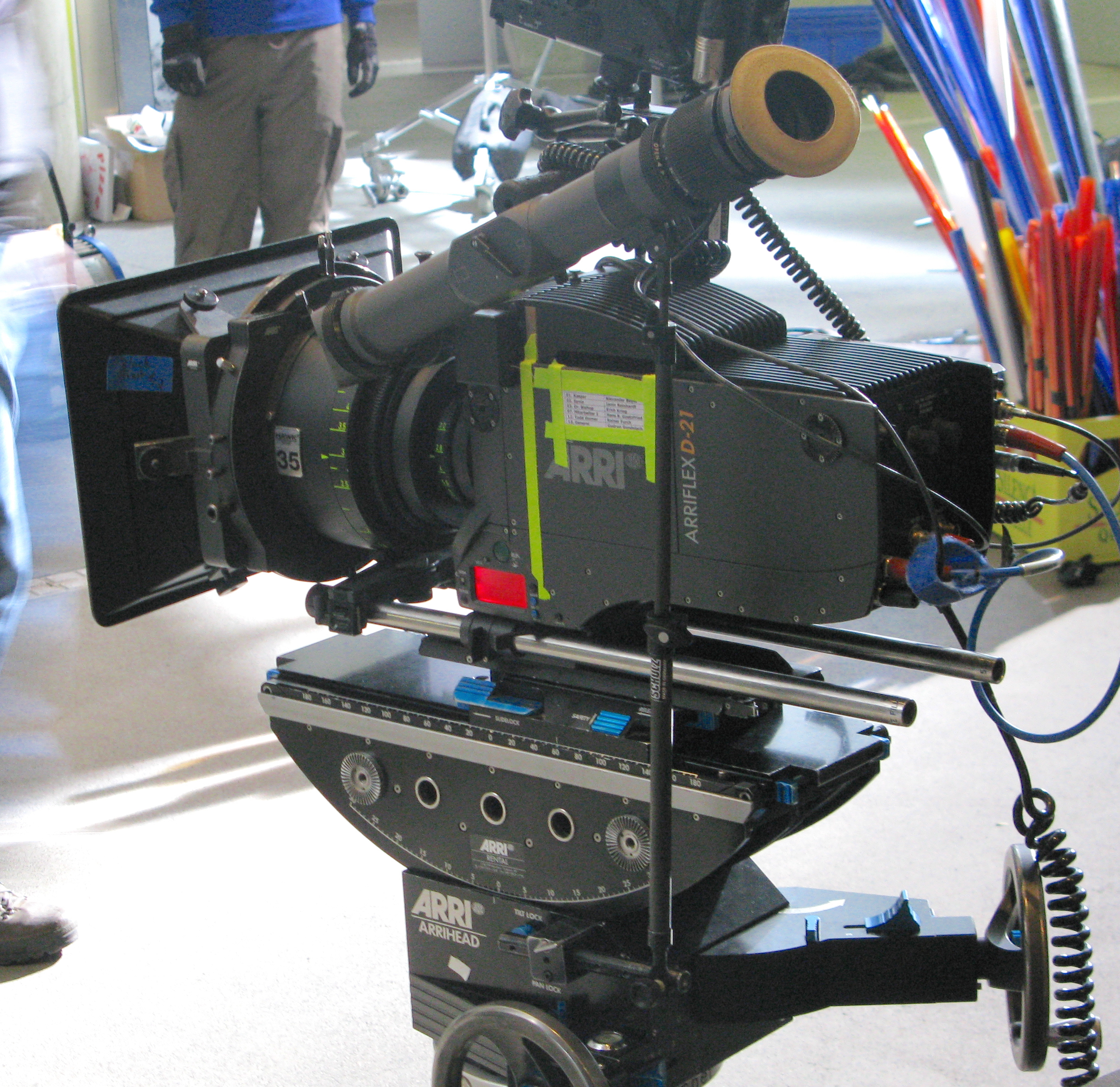
アリフレックス D-20

アリフレックス D-20 (Arriflex D-20) は、デジタルシネマ用カメラでアーノルド&リヒター社が2005年11月に販売を始めた。
このカメラは光学式ファインダー、35mmフィルム幅の単板式のCMOSイメージセンサを備える。

## 概要
D-20はスーパー 35と同じ幅の単板式CMOSイメージセンサを用いる。従来の35mmPL マウントのレンズを使用できるため、画角と被写界深度は従来の35mmフィルム式映画用カメラと同等である。
D-20は2つのモードで撮影する。
データモードでは2880x2160の有効画素でRAWデータをカラー12ビット縦横比4：3で録画する。 
HDモードでは撮像素子2880x1620の有効画素が使用され縦横比は16:9で1920x1080画素YUV 4:2:2、10ビットまたはRGB 4:4:4、10ビットにダウンサンプルできる。通常はソニーのHDCAM SR同様に有線である。他の記録オプションではRGB 4:4:4で最大15分記録する無線式のグラスバレー社のフラッシュマグがある。
以下に可能な記録フォーマットを示す。:
データモード
- 2880 x 2160 RAW 12 bit バイヤーデータ @ 23.976p, 24p, 25p
- 2880 x 1620 RAW 12 bit バイヤーデータ @ 29.97p, 30p

HD モード – HD-SDI (SMPTE 292M)
- 1920 x 1080 4:2:2 YCbCr 10 bit @ 23.976, 24, 25, 29.97, 30 PsF

HD モード – dual link HD-SDI (SMPTE 372M)
- 1920 x 1080 4:4:4 RGB 10 bit @ 23.976, 24, 25, 29.97, 30 PsF
- 1920 x 1080 4:2:2 YCbCr 10 bit @ 48, 50, 59.94, 60PsF*

D-20は機械式シャッターで11.2°から180°若しくは電気式シャッターで機械式シャッターで毎秒24フレーム時に270°相当まで再現することができる。
カメラの送り速度は毎秒1から60フレームまで可能である。従来のアリフレックス 435等に使用されていたコンポーネントや付属品を使用できる。
RAWデータモードでは送り速度は23.976 frame/s、 24 frame/s, 25 frame/s, 29.97 frame/s & 30 frame/s に限られる。
ビデオモードでの撮影感度はISO 100 から ISO 800まで連続的に感度が設定できる。 D-20は銀塩フィルムの感度を再現する為に感度を対数曲線に設定する事も可能である。他のデジタルカメラと異なりD-20には増感が装備されていない。処理の過程で増感を行う。

## 競合機
他の単板式スーパー35フィルムサイズの映画用カメラで競合するのはパナビジョン社のジェネシスやダルサ社のダルサ オリジンカメラやレッド社のレッドワン等がある。